# اندیس آلاجوق
آلاجوق یک اندیس غیرفلزی است که در حوالی شهر تکاب استان آذربایجان غربی قرار دارد و مادهٔ معدنی موجود در آن، بنتونیت است.  